# Epidendrum brenesii
Epidendrum brenesii är en orkidéart som beskrevs av Rudolf Schlechter. Epidendrum brenesii ingår i släktet Epidendrum och familjen orkidéer. Inga underarter finns listade i Catalogue of Life.